# Maksim Samorodov
Maksim Samorodov, (en kazakh : Максим Самородов), né le 29 juin 2002 à Aktioubé au Kazakhstan, est un footballeur international kazakh. Il évolue au poste d'ailier gauche à l'Akhmat Grozny.

## Biographie

### En club
Né à Aktioubé au Kazakhstan, Maksim Samorodov est formé par le club local du FK Aktobe. Il joue son premier match en professionnel avec ce club à l'âge de 17 ans, le 5 octobre 2019, lors d'une rencontre de championnat face au FK Kaïrat Almaty. Il entre en jeu et son équipe s'incline (6-0 score final). Considéré comme l'un des joueurs les plus prometteurs du pays, il est rapidement sollicité par des clubs étrangers comme le FK Spartak Moscou mais il reste fidèle à son club formateur et à 20 ans il est l'une des valeurs sûres du championnat kazakh.
Le 30 septembre 2020, Samorodov inscrit son premier but en professionnel, lors d'une rencontre de championnat face au FC Turan (en), il contribue ainsi à la victoire de son équipe (1-2 score final).
Le 6 août 2024, Maksim Samorodov rejoint finalement la Russie en s'engageant en faveur de l'Akhmat Grozny. Il signe un contrat de quatre ans, soit jusqu'en juin 2028.

### En sélection
Maksim Samorodov honore sa première sélection avec l'équipe nationale du Kazakhstan le 28 mars 2021, contre la France. Il entre en jeu à la place de Ruslan Valiullin (en) et son équipe est battue (0-2 score final),.
Samorodov inscrit son premier but pour le  Kazakhstan le 23 mars 2023, lors d'une rencontre qualificative pour l'Euro 2024. Il est titularisé et ouvre le score, mais ne peut empêcher la défaite de son équipe (1-2 score final),.